# Elecciones parlamentarias de Egipto de 2020

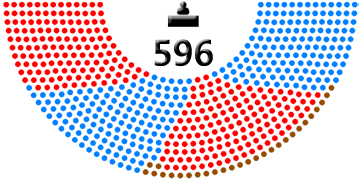
Una ilustración que muestra el número de escaños de diputados elegidos y designados en la Cámara de Representantes de Egipto (Primera Cámara del Parlamento) 2020
Miembros del parlamento elegidos por sistema individual en la primera fase: 142 escaños
Miembros del Parlamento elegidos por el sistema de listas en la primera fase: 142 escaños
Miembros del parlamento elegidos por el sistema individual en la segunda fase: 142 escaños
Miembros del Parlamento elegidos por el sistema de listas en la segunda fase: 142 escaños
Miembros del Parlamento designados por el Presidente de la República Árabe de Egipto: 28 escaños

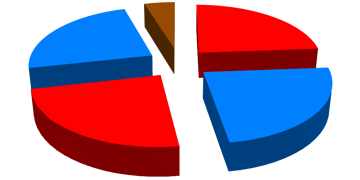
Una ilustración que muestra el porcentaje (%) de miembros electos y designados del Parlamento en el Cámara de los Representantes (First Chamber of Parliament) 2020
La proporción de miembros del parlamento elegidos por sistema individual en la primera fase: 23.8%
La proporción de miembros del Parlamento elegidos por el sistema de listas en la primera fase: 23.8%
La proporción de miembros del parlamento elegidos por el sistema individual en la segunda fase: 23.8%
Miembros del Parlamento elegidos por el sistema de listas en la segunda fase: 23.8%
La proporción de miembros del Parlamento designados por el Presidente de la República Árabe de Egipto: 4.8%

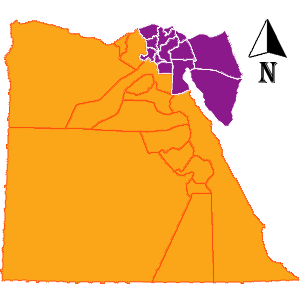
Un mapa de Egipto que muestra las gobernaciones de la primera y segunda fases durante las elecciones para la Cámara de Representantes de Egipto (Primera Cámara del Parlamento) 2020
Gobernaciones de la primera fase: 14 gobernaciones = como sigue: Giza, Fayum, Beni Suef, Minya, Assiut, New Valley, Sohag, Qena, Luxor, Aswan, Mar Rojo, Alejandría, Beheira, Matrouh
Gobernaciones de la segunda fase: 13 gobernaciones
como siguiente:
El Cairo, Qalyubia, Dakahlia, Menoufia, Gharbia, Kafr El Sheikh, Sharqia, Damietta, Port Said, Ismailia, Suez, North Sinai, South Sinai
- El número total de gobernaciones en Egipto = 27 gobernaciones

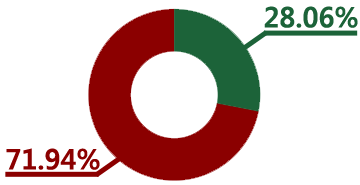
El porcentaje de votos en la primera fase de las elecciones del Cámara de los Representantes (Primera Cámara del Parlamento) de 2020
El porcentaje de los que asistieron a votar: 28.06% = 9,069,729 votantes
El porcentaje de los que no votaron: 71.94% = 22,649,495 votantes
- El número total de votantes registrados en las gobernaciones de la primera fase = 31,719,224 votantes

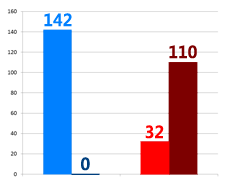
Diagrama que muestra el resultado de la primera fase de las elecciones al Cámara de los Representantes egipcio de 2020 (Primera Cámara del Parlamento)
El número de escaños ganados en el sistema de listas en la primera fase: 142 escaños
El número de escaños que se volverán a impugnar en el sistema de listas en la primera fase: cero
El número de escaños ganados en el sistema único en la primera fase: 32 escaños
El número de asientos que se volverán a impugnar en el sistema único en la primera fase: 110 escaños

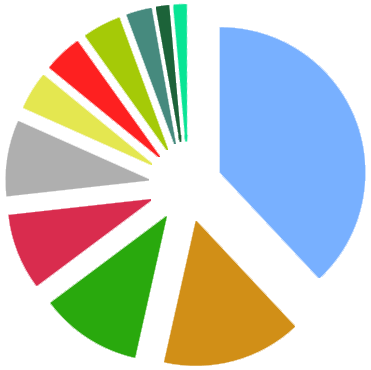
Número de escaños para mujeres y partidos políticos a los que pertenecen en la primera fase de las elecciones a la Cámara de Representantes (la primera cámara del parlamento) en Egipto 2020
Partido político del futuro de la nación: 27 escaños
Partido político del Pueblo Republicano: 11 escaños
Nuevo partido político Wafd: 8 escaños
Partido político Defensores de la Patria: 6 escaños
Independientes: 6 escaños
Partido político de la conferencia: 3 escaños
Partido político socialdemócrata egipcio: 3 escaños
Partido político Reforma y Desarrollo: 3 escaños
Partido político de Egipto moderno: 2 escaños
Partido político Justicia: 1 escaño
Partido político de la libertad egipcia: 1 escaño

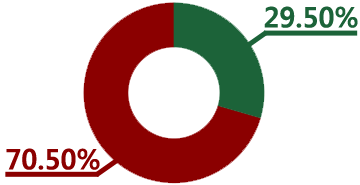
El porcentaje de votos en la segunda fase de las elecciones del Cámara de los Representantes (Primera Cámara del Parlamento) de 2020
El porcentaje de los que asistieron a votar: 29.50% = 9,289,166 votantes
El porcentaje de los que no votaron: 70.50% = 22,148,961 votantes
- El número total de votantes registrados en las gobernaciones de la segunda fase = 31,438,127 votantes

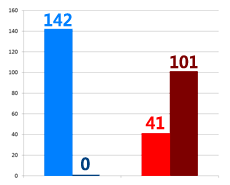
Diagrama que muestra el resultado de la segunda fase de las elecciones al Cámara de los Representantes egipcio de 2020 (Primera Cámara del Parlamento)
El número de escaños ganados en el sistema de listas en la segunda fase: 142 escaños
El número de escaños que se volverán a impugnar en el sistema de listas en la segunda fase: cero
El número de escaños ganados en el sistema único en la segunda fase: 41 escaños
El número de asientos que se volverán a impugnar en el sistema único en la segunda fase: 101 escaños

Las elecciones parlamentarias en Egipto se celebraron en dos fases. La primera fase se convocó el 24 y 25 de octubre de 2020 y cubre 14 gobernaciones y la segunda fase, el 7 y 8 de noviembre para que voten las 13 gobernaciones restantes. Son las primeras elecciones tras una serie de reformas constitucionales realizadas en 2019, en las que, además de extender el mandato presidencial, han establecido de nuevo la cámara alta del parlamento egipcio.
Casi 63 millones de electores eligieron a quienes ocuparán los 568 de los 596 escaños que integran la cámara baja. El resto de los diputados son designados por el presidente.
La votación tiene lugar más de dos meses después de la elección del nuevo Senado, ocupado en su mayoría por los leales al gobierno.

## Ley Electoral
La Cámara de Representantes está compuesta por 28 miembros nombrados por la Presidencia de Egipto y 568 miembros elegidos directamente. El sistema electoral para los miembros elegidos directamente es el siguiente:
- 120 miembros elegidos en dos distritos electorales de 15 miembros y dos de 45 miembros. El partido que obtiene la mayoría absoluta en uno de estos distritos electorales obtiene todos los escaños disponibles. Si ninguna de las partes obtiene esta mayoría, se celebra una segunda vuelta de elecciones entre los dos partidos más votados en el distrito electoral en cuestión.
- 448 miembros elegidos por mayoría absoluta en 205 distritos electorales.[4]

## Resultados
El Partido del Futuro de la Nación, que apoya al presidente Abdelfatah El-Sisi, obtuvo la mayoría absoluta de los escaños en el parlamento.
| Partido                                | Escaños | +/–   |
| -------------------------------------- | ------- | ----- |
| Partido del Futuro de la Nación        | 316     | 263   |
| Partido Popular Republicano            | 50      | 37    |
| Nuevo Partido Wafd                     | 26      | 9     |
| Partido de los Defensores de la Patria | 23      | 5     |
| Partido Egipto Moderno                 | 11      | 7     |
| Partido de la Reforma y el Desarrollo  | 9       | 6     |
| Partido Socialdemócrata de Egipto      | 7       | 3     |
| Partido de la Libertad Egipcia         | 7       | Nuevo |
| Partido Conferencia Egipcia            | 7       | 5     |
| Partido al-Nour                        | 7       | 4     |
| Partido Nacional Unionista Progresista | 6       | 5     |
| Partido de la Justicia                 | 2       | 2     |
| Partido Eradet Geel                    | 1       | Nuevo |
| Independientes                         | 124     | 201   |
| Total                                  | 596     | 596   |